# Коронавірусна хвороба 2019 у Білорусі
Коронаві́русна хворо́ба 2019 у Білору́сі — розповсюдження пандемії коронавірусу територією Білорусі.
Перший випадок появи коронавірусної хвороби було виявлено на території Білорусі 28 лютого 2020 року.

## Хронологія

### 2020
28 лютого 2020 року Міністерство охорони здоров'я республіки Білорусь підтвердило перший випадок інфікування всередині країни. 27 лютого дослідження аналізів студента БНТУ з Ірану дало позитивний результат на SARS-CoV-2, його було госпіталізовано. Він прибув до Білорусі рейсом з Баку 22 лютого 2020 року.
3 березня стало відомо про чотирьох хворих на коронавірус.
Станом на 4 березня діагноз поставлений 6 пацієнтам. 10 березня було заявлено про 9 випадків коронавірусу в країні. 11 березня Міністерство охорони здоров'я повідомило про три нові позитивні тести на COVID-19 у білоруських громадян — жителів Мінська, Гродно і Гомеля. Таким чином, в країні на цей день було 12 випадків коронавірусу.
12 березня Радою міністрів республіки Білорусь було ухвалено рішення про обмеження всіх культурно-масових, спортивних і наукових заходів за міжнародної участі до 6 квітня.
Станом на 13 березня виявлено 27 випадків зараження.
13 березня Білоруська залізниця тимчасово призупинила курсування поїздів до Чехії, 14 березня до: Польщі, Німеччини та Франції, 15 березня до: України, Латвії та Литви. Також було скасовано авіарейси до 25 країн.
Станом на 16 березня виявлено 51 випадок зараження.
На 8 квітня в Білорусі нараховувалось 1066 хворих та 13 летальних випадків, президент Білорусі Лукашенко виступив проти карантину.
11 квітня стало відомо про зараження вірусом понад 300 медпрацівників.
13 квітня президент Білорусі Лукашенко заявив, що «ніхто з інфікованих білорусів від вірусу не помре» і що в країні не зареєстровано жодного летального випадку від вірусу.
21 квітня експерти ВООЗ радять Білорусі відкласти масові зібрання, ввести карантин для тих, хто контактував з хворими на COVID-19, а також тих, у кого є підозра на зараження. Також пропонують ввести обмеження на пересування, а роботу виконувати дистанційно. Водночас Білорусь обігнала Україну за кількістю інфікованих — 6723 проти 6125 в Україні. Водночас в Україні зробили менше тестів — 61997 проти 108 тис. 545 у білорусів. Вилікувались 577 пацієнтів (367 в Україні).
27 квітня Білорусь обігнала Україну за кількістю інфікованих із цифрою 10 463 осіб (Україна менш як 10 тис.), за кількістю нових інфікованих Білорусь теж значно обігнала Україну — 873 проти 392. Найбільше інфікованих у Мінську і північній Вітебській області.
1 травня ВООЗ опублікувала дослідження, в якому йшлося, що Білорусь випереджала всі сусідні країни за темпами поширення вірусу.
3 травня президент Лукашенко заявив, що не може скасувати так званий «парад перемоги», що має пройти в Мінську 9 травня.
9 травня кількість інфікованих зросла майже на тисячу за добу (в Україні вдвічі менше). Загальна кількість склала 22 тисячі, проти 14 тисяч в Україні. При тому у Білорусі було зроблено майже вдвічі більше тестів — 251 771 тисячу тестів проти 167107 в Україні.
В Мінську 9 травня було проведено військовий парад, на якому було залучено 3 тисячі військовослужбовців і понад 150 одиниць техніки. Над столицею Білорусі пролетіли понад 40 літаків і вертольотів. На параді були присутні також літні громадяни країни, учасники війни.
Станом на 17 липня в Білорусі було вже понад 65 тисяч хворих. З них померли 491.

### 2021
19 січня в Білорусі почали вакцинацію медиків російською COVID-вакциною Спутнік V.